# Lady With the Spinning Head (UV1)
"Lady With The Spinning Head (UV1)", o solamente "Lady With The Spinning Head ", es una canción del grupo irlandés de rock U2 que fue publicada como cara B del sencillo "One".

## Composición
"Lady With the Spinning Head" fue una demo que luego se usó como cara B, y luego se remezcló y se usó nuevamente como cara B. Según The Edge, intentaron desarrollar la canción muchas veces pero fallaron. Aunque al final la demo generó tres canciones, como The Fly, Ultra Violet (Light My Way) y Zoo Station. Aquellas canciones acabaron en Achtung Baby. La canción sería similar a Los Endos de Genesis, que en su caso generó Dance On A Volcano, Squonk e It's Yourself. Una versión temprana de este descarte se llamó "Take You Down" la cual suena parecida a la versión final, contiene una versión temprana del solo de "The Fly" y un puente que luego se convertiría en la intro de Ultra Violet, además en un momento Bono canta las palabras "Wake Up Dead Man", un título que estuvo trabajando desde las sesiones de Joshua Tree y que en esta vez es optimista, pero luego, en las sesiones de Zooropa, se torna oscura hasta llegar su versión definitiva como la última canción del álbum Pop.

## Álbumes
Lady With The Spinning Head apareció primero como lado B en el sencillo de One. Luego, estuvo en su versión extendida como lado B del sencillo de Even Better Than The Real Thing. Hace su aparición, otra vez en su versión extendida, en el disco de Lados B del recopilatorio The Best of 1990-2000. Luego, se hizo disponible en su versión original en las versiones Deluxe y 30th Anniversary Edition del Achtung Baby.

## Créditos
- Bono: voz, guitarra eléctrica
- The Edge: guitarra eléctrica, coros, teclados
- Adam Clayton: bajo
- Larry Mullen: batería, percusión
- Paul Barrett: teclados